# Kitab-i-Aqdas

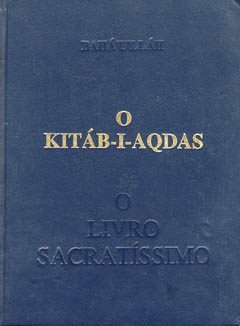
O traducere în spaniolă a cărții.

Kitab-i-Aqdas (în limba persană کتاب اقدس) sau Cartea Cea mai Sfântă este principalul text sacru al religiei Bahá'í. A fost scrisă în anul 1873 de către Bahá'u'lláh, fondatorul acestei credințe. Cartea conține principalele reguli și învățături pentru adepții Bahá'í, fiind considerată cea mai clară și completă scriere sfântă a lumii, cu aspirații universale, menită să înlocuiască Biblia și Coranul. Din acest motiv mai este cunoscută și drept Cartea Legilor, Cartea Mamă sau Carta pentru viitoarea civilizație mondială.
Bahá'u'lláh a trimis exemplare scrise de mână ale cărții în limba arabă din Persia și în jurul anului 1891 a aranjat publicarea textului original  în Bombay, India.
Abia în 1986 Casa Universală a Justiției Bahá'í a decis că a sosit momentul să se facă traducerea textului în limba engleză. În anii următori, treptat, cartea a fost tradusă în alte limbi ale lumii, inclusiv în limba italiană, franceză, spaniolă, rusă sau japoneză. De asemenea, există și o traducere în limba română. 
Pe site-ul oficial al comunității Bahá'í din România găsim despre această carte următoarele informații: 
„Cartea Cea Mai Sfântă – Cartea Legilor Bahá`í, revelată și atestată de Însuși Bahá’u’lláh (Slava lui Dumnezeu), în care El însuși spune că au fost scoase toate lucrurile din trecut care au dus la neînțelegeri și discordie între oameni. Cartea de căpătâi a Credinței Bahá`í și a viitoarei civilizații mondiale asupra cărui text revelat nimeni nu poate interveni și care oferă Credinței Bahá`í autoritate  Divină.
"